# American Pie (singel Madonny)
American Pie – cover piosenki Dona McLeana wykonywany przez Madonnę, a także pierwszy singel ze ścieżki dźwiękowej do filmu The Next Best Thing (tytuł polski: Układ prawie idealny). Piosenka została wydana na singlu tylko w Europie. W Stanach Zjednoczonych wydanie komercyjnego singla nie nastąpiło, ponieważ wytwórnia chciała podnieść sprzedaż ścieżki dźwiękowej do filmu.
Piosenka została wyprodukowana przez Madonnę i Williama Ørbita, z którym wcześniej piosenkarka współpracowała przy nagrywaniu płyty Ray of Light. W nagraniu utworu wziął także udział Rupert Everett śpiewając w chórkach. Początkowo Madonna nie chciała nagrać tej piosenki, nawet po odniesieniu przez nią ogromnego sukcesu nie polubiła jej. Dlatego piosenka nie została umieszczona na kompilacji GHV2 (2001) ani w programach żadnych późniejszych tras koncertowych piosenkarki. Piosenkę jako bonus track umieszczono jedynie na europejskim wydaniu albumu Music.
Do piosenki powstał teledysk nakręcony 10 stycznia 2000 w Londynie, a wyreżyserował go Philipp Stolzl. W wideoklipie ujęcia Madonny i Ruperta Everetta tańczących na tle amerykańskiej flagi, przeplatają się ze scenami przedstawiającymi współczesnych amerykanów – przekrój obecnego społeczeństwa. W klipie nie brakuje także kontrowersji np. sceny całujących się gejów na tle kościoła.